# U-775
Unterseeboot 775 foi um submarino alemão do Tipo VIIC, pertencente a Kriegsmarine que atuou durante a Segunda Guerra Mundial.

## Comandantes
| Comandante                | Data                                    |
| ------------------------- | --------------------------------------- |
| Oblt. Erich Taschenmacher | 23 de março de 1944 - 9 de maio de 1945 |

## Subordinação
Durante o seu tempo de serviço, esteve subordinado às seguintes flotilhas:
| Período                                     | Flotilha                                   |
| ------------------------------------------- | ------------------------------------------ |
| 23 de março de 1944 - 31 de outubro de 1944 | 31. Unterseebootsflottille (treinamento)   |
| 1 de novembro de 1944 - 8 de maio de 1945   | 11. Unterseebootsflottille (serviço ativo) |